# Manuela Rodríguez Aybar
Manuela Rodríguez Aybar (San Juan de la Maguana, c. 1790-1850) fue una poeta, ensayista y editora de República Dominicana. Más conocida como La Deana, autoeditó poemas y el ensayo autobiográfico y político Historia de una mujer en 1849.

## Trayectoria
Manuela Rodríguez Aybar nació en 1790 en San Juan de la Maguana. Su madre fue María Rodríguez. Se desconocen muchos de los detalles de su vida, incluido el nombre de su padre. Vivía con su padrino, José Gabriel Aybar, deán de la Catedral de Santo Domingo, de ahí su apodo de "La Deana".
Rodríguez Aybar autoeditó su obra, en su mayoría décimas y otros poemas, utilizando una imprenta de manivela que se cree que es la primera imprenta de propiedad privada en la República Dominicana. Distribuyó su trabajo en forma de folletos y panfletos a los albañiles que reconstruían las fortificaciones coloniales en Santo Domingo y a otras personas de la clase trabajadora. Muchas de estas obras no han sobrevivido. Se cree que imprimió La Miscelánea, periódico político clandestino publicado alrededor de 1821, y en 1843 editó El Grillo Dominicano, panfleto a favor de la conspiración independentista y contra el régimen haitiano.
Fue una partidaria incondicional y abierta del presidente Pedro Santana, y se cree que la reputación histórica negativa de Santana es la razón por la que su trabajo ha caído en la oscuridad. El rival de Santana, el presidente Manuel Jimenes, intentó encarcelar y ejecutar a Rodríguez Aybar. Huyó a la casa de Jonathan Elliot, un agente comercial estadounidense, y allí escribió Historia de una mujer, que analiza sus puntos de vista políticos y feministas sobre el papel del gobierno y el lugar de la mujer en la República Dominicana.
Murió en 1850 en Santo Domingo.